# Харківський академічний драматичний театр
Харківський академічний драматичний театр — драматичний театр у Харкові імені Григорія Федоровича Квітки-Основ'яненка.

## Історія театру
Харківський академічний драматичний театр був створений 17 листопада 1933 року згідно з постановою уряду СРСР як державний театр, завданням якого було «установлення методу реалістичного мистецтва, сценічної правди і глибокого психологізму». Очолити театр запросили народного артиста РРФСР Миколу Васильовича Петрова, на той час режисера Ленінградського академічного театру драми (в минулому — Александрінський). Він приїхав до Харкова з групою своїх акторів, серед яких — вихованці студії при театрі Л. Скопіна, K. Хохряков, B. Малінін, B. Еренберг та інші. Крім М. B. Петрова керівниками театру в перші роки були також народний артист СРСР Олександр Григорович Крамов, запрошений до Харкова з Московського театру Московської міськради профспілок) і народний артист України Микола Миколайович Синельников. Від 1975 до 2011 року художнім керівником театру був народний артист України О. С. Барсегян, який перш ніж очолити колектив вже мав немалий досвід роботи. Був головним режисером Львівського і Київського театрів юного глядача, а також Київського театру музичної комедії. Після смерті Олександра Барсегяна художнім керівником театру був актор театру О. П. Васильєв. У грудні 2015 р. театр очолив заслужений працівник культури України С. А. Бичко. З 2021 року тимчасово виконувала обов'язки голови театру, творчим колективом було обрано Олену Ткаченко.
У 2023 році Харківський академічний драматичний театр очолив Яцина Олег Анатолійович.

## Театральні приміщення
Відлік історії Харківського академічного драматичного театру починають з 17 листопада 1933 р., коли відбулась комедія Миколи Гоголя — «Ревізор». Театру була надана будівля, споруджена у стилі конструктивізму на вул. К.Маркса, 32.
Будівля, в якій зараз розміщений колектив, досталась театру лише після Другої світової війни. Саме тоді театру надали будівлю колишнього клубу Спілки друкарів, за адресою вулиця Чернишевська, 11 (1927 рік побудови).
Наприкінці 1970-х у будівлі театру сталася пожежа. Реконструкція завершилася повністю лише 10 жовтня 2003 року. В рамках реконструкції будівлі модернізували сцену, поновили фоє і глядацьку залу, створили фактично новий фасад. До того часу Харківський академічний драматичний театр близько 25 років працював у приміщенні ПК працівників зв'язку на вул. Скрипника, 7.
5 березня 2017 року було відкрито малу сцену театру «Портал на Гоголя 8».

## Історія назв
У 1949 року з нагоди 150-річчя російського письменника Олександра Пушкіна театр перейменували на його честь.
У 1971 році театр отримав звання академічного.
Після повномасштабного російського вторгнення, колектив театру 1 березня 2022 року вирішив прибрати з назви слово «російський», однак це рішення має ухвалювати обласна рада. 24 грудня 2022 року депутати Харківської облради перейменували театр, прибравши з його назви згадку про російського письменника Пушкіна. Рішення перейменувати драмтеатр на честь Квітки-Основ'яненка прийняв колектив театру, пояснивши це тим, що драматург зробив великий внесок у розвиток Слобожанщини. 29 листопада 2024 року Харківська обласна рада офіційно надала Харківському академічному драматичному театру ім'я Григорія Федоровича Квітки-Основ'яненка.

## Творчий склад трупи
Трупа театру в теперішній час сформована, переважно, з випускників різних років Харківського інституту мистецтв ім. І. П. Котляревського.
Але має і славетну акторську історію. Більше 30 років творчого часу театру віддав заслужений артист УРСР Золотарьов Віктор Володимирович. За часів незалежності основу колективу складали такі визнані майстри сцени як народні артисти України О. Сидоренко, О. Васильєв, M. Тягнієнко, заслужені артисти С. Ковтун, H. Криворучко, A. Кубанцев, A. Лобанов, A. Москаленко, B. Поляков, B. Тимошенко, T. Титова, B. Ткаченко, В. Угольніков, A. Філіпова.

## Персоналії
- Арістов Василь Михайлович
- Бабкін Сергій Миколайович
- Волін Олексій Михайлович
- Воронович Олександра Петрівна
- Гурін Василь Данилович
- Жбаков Юрій Павлович
- Лизогуб Володимир Сергійович
- Лисенко Євген Васильович
- Любич Іван Сергійович
- Москаленко Антоніна Іванівна
- Сахаров Євген Ілліч
- Табаровський Борис Мойсейович
- Тамарова Ніна Василівна
- Хохряков Віктор Іванович
- Чернишов Борис Іванович
- Шпильовий Олександр Сергійович

## Сучасне творче життя колективу

Ліхтарі на будівлі театру з боку вул. Гоголя

Ліхтарі на будівлі театру з боку вул. Гоголя

Керівництво і творчий склад колективу Харківського академічного драматичного театру послідовно й наполегливо працює над створенням свого репертуару, єдиного акторського ансамблю, власного художнього стилю.
У грудні 2022 року Харківський драматичний академічний театр відкрив сезон 2022—2023 постановкою «Люби ближнього свого» режисера В. Давиденко за однойменним романом Е. Ремарка.
В 2023 році відбулось пожвавлення творчої діяльності і ряд театральних прем'єр.
З 1 лютого 2024 року запрацювала театральна студія при театрі, де різновікові групи матимуть змогу розвивати свою дикцію, поставу, пластику, подолати в собі страхи публічного виступу. Ідея ця не нова для театру, адже ще на початку свого створення театр мав дуже сильну театральну студію при театру.

## Гастролі
У травні 2016 року Харківський академічний драматичний театр повернувся додому, завершивши двомісячний гастрольний тур по 14 містах КНР. Тодішній посол України в Китаї Олег Дьомін, відвідавши спектакль театру у Шанхаї, назвав колектив першопрохідцем у налагодженні культурних зв'язків між Україною і Китаєм у сфері драматичного мистецтва.
Під час повномасштабного вторгнення вдалось здійснити гастрольні виїзди Україною: театр показав свої вистави в Києві, Полтаві.
У 2023 році дві нові вистави «Академія сміху» режисера Сергія Москаленка та «О, цей чудовий світ» за режисури акторів театру Віктора Єрмоленка та Олександра Плехуна на відкритому фестивалі української драматургії «Дніпро. Театр. UA» на базі Дніпровського національного академічного українського музично-драматичного театру ім. Т. Г. Шевченка.